# Subkhiddin Mohd Salleh
Subkhiddin Mohd Salleh (født 17. november 1966) er en fodbolddommer fra Malaysia. Han har dømt internationalt under det internationale fodboldforbund FIFA siden 2000, hvor han er placeret i den asiatiske dommergruppe. Salleh deltog ved VM 2010 i Sydafrika, men blev ikke tildelt nogen kampe og måtte rejse hjem igen uden at have dømt en eneste kamp.
Ved siden af den aktive dommerkarriere arbejder Salleh som lærer.